# 河南农业大学
34°48′17″N 113°49′43″E / 34.804826°N 113.828528°E

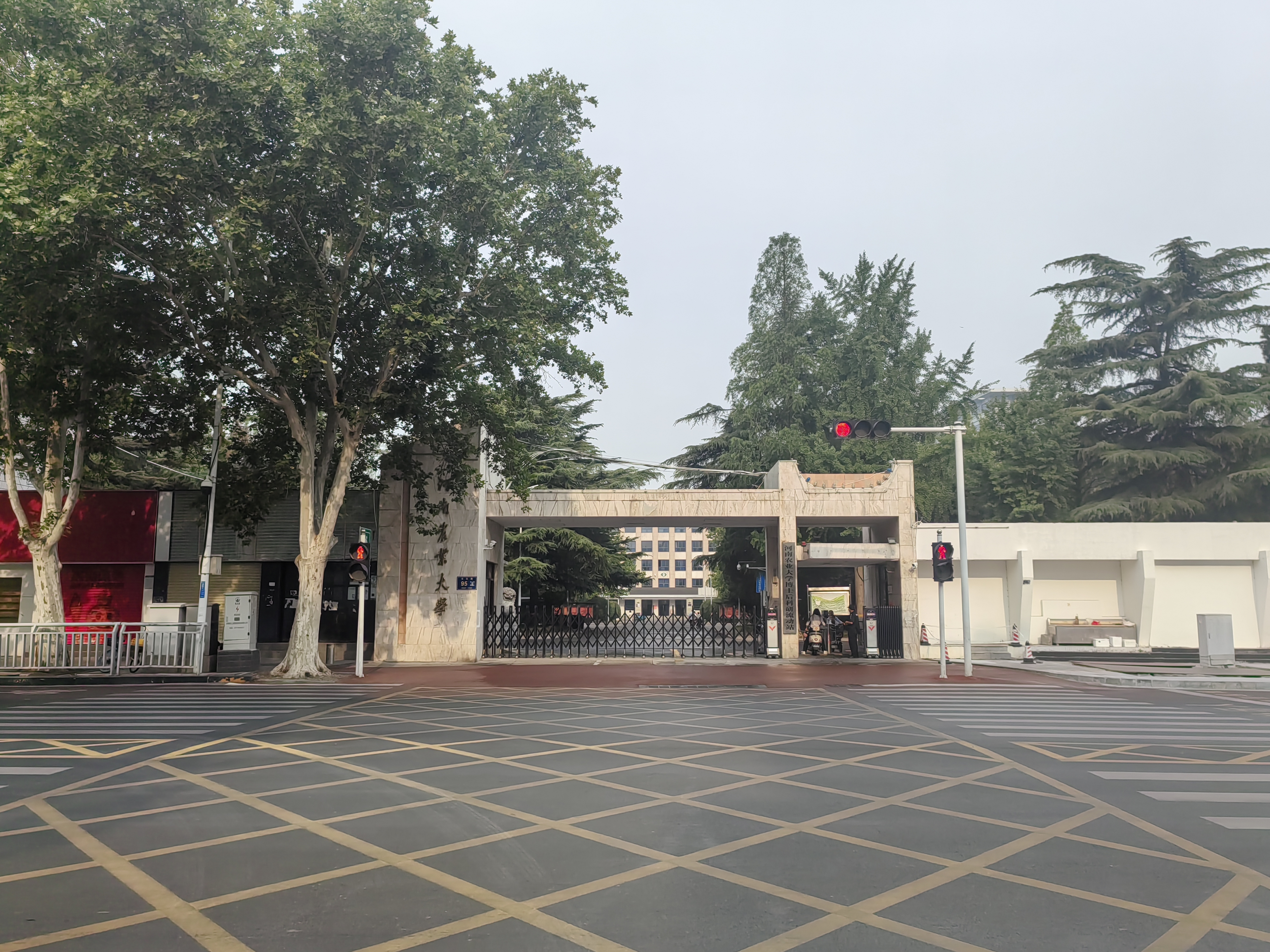
河南農業大學文化路校區

河南农业大学，为中华人民共和国河南省郑州市的一所公立大学。校园4800多亩，图书馆藏书234万册。

## 历史沿革
河南农业大学早期校史1902-1912溯源记 （页面存档备份，存于）
1902年河南大学堂创建，成为河南近现代高等教育的开端；

1903年河南大学堂更名河南高等学堂；

1912年初河南高等学堂更名河南高等学校；

1912年11月河南高学校改办河南公立农业专门学校，河南高等农业教育的百年历史自此发轫；

1927年河南公立农业专门学校与河南公立法政专门学校、中州大学合并成立国立第五中山大学，河南公立农业专门学校改称中山大学农科；

1930年中山大学改称河南大学，中山大学农科改称河南大学农学院；

1952年河南大学农学院改称河南农学院；

1984年河南农学院更名河南农业大学。

1912年的河南公立农业专门学校，之后相继经历了国立开封中山大学农科、省立中山大学农科、省立河南大学农学院和国立河南大学农学院等阶段。1952年全国院系调整时由河南大学农学院独立建院，成为河南农学院。1957年从古城开封迁至省会郑州。1984年12月更名为河南农业大学。2009年11月成为全国第一所省部共建省属农业大学。
2021年4月，牧原集团与河南农业大学共建农大牧原联合产业研究院。农大校友、牧原董事长秦英林与中国工程院院士、校长张改平签署共建合作协议，合作旨在“着力解决产业存在的突出问题，引领行业产业发展，支撑牧原集团成为世界一流企业，支持河南农业大学创建世界一流农业大学”。

## 院系设置
- 农学院
- 烟草学院
- 动物医学院
- 动物科学院
- 信息与管理科学学院
- 风景园林与艺术学院
- 园艺学院
- 机电工程学院
- 经济与管理学院
- 理学院
- 文法学院
- 植物保护学院
- 食品科学技术学院
- 外国语学院
- 体育学院
- 生命科学学院
- 资源与环境学院
- 国际教育学院
- 继续教育学院
- 农村发展与管理学院
- 马克思主义学院

## 历任校长
河南农学院院长
- 刘潇然（1952年—1954年8月）
- 许西连（1956年5月—1967年9月）
- 郝福鸿（革委会主任：1972年12月—1975年7月）
- 冯若泉（革委会主任：1975年8月—1977年8月）
- 宋寅（革委会主任：1978年1月—1979年10月，代院长：1982年1月—1983年9月）

河南农业大学校长
- 蒋建平（1983年9月—1994年5月）
- 张百良（1994年5月—2003年10月）
- 王艳玲（2003年10月—2009年2月）
- 张琼（2009年3月—2013年7月）
- 张改平（2013年9月—2021年4月）
- 介晓磊（2021年4月—2024年1月）
- 周卫（2024年4月—）

## 知名校友
- 吴孔明，植物保护专家，2011年当选中国工程院院士
- 秦英林，牧原股份董事长，河南本土企业首富，“养猪大王”
- 王艳玲，曾任中共湖北省委常委、政法委书记
- 姜杉，SNH48成员

## 交通
| 河南农业大学（近西门） | 河南农业大学（近西门） | 河南农业大学（近西门） | 河南农业大学（近西门）   | 河南农业大学（近西门） |
| 编号                   | 路线                   | 路线                   | 路线                     | 备注                   |
| ---------------------- | ---------------------- | ---------------------- | ------------------------ | ---------------------- |
| 160                    | 东风南路商都路         | ↻                      | 东风南路商都路           | 循环线                 |
| 166                    | 农业路中州大道         | ⇆                      | 市体育中心               |                        |
| Y31                    | 紫荆山金水路东         | ⇆                      | 河南财经政法大学（西门） | 夜间服务               |

| 省警察学院（近南门） | 省警察学院（近南门）  | 省警察学院（近南门）  | 省警察学院（近南门）  | 省警察学院（近南门）  |
| 编号                 | 路线                  | 路线                  | 路线                  | 备注                  |
| -------------------- | --------------------- | --------------------- | --------------------- | --------------------- |
| 43                   | 已于2023年11月1日停办 | 已于2023年11月1日停办 | 已于2023年11月1日停办 | 已于2023年11月1日停办 |

| 农业路文化路 | 农业路文化路           | 农业路文化路           | 农业路文化路           | 农业路文化路           |
| 编号         | 路线                   | 路线                   | 路线                   | 备注                   |
| ------------ | ---------------------- | ---------------------- | ---------------------- | ---------------------- |
| G83          | 华山路淮河路           | ⇆                      | 经三路农科路           |                        |
| 93           | 已于2023年10月26日停办 | 已于2023年10月26日停办 | 已于2023年10月26日停办 | 已于2023年10月26日停办 |
| S158         | 北三环沙口路           | ⇆                      | 紫荆山金水路西         | B2路支线               |
| S160         | 郑州海洋馆             | ⇆                      | 农业路政七街           |                        |
| Y27          | 索凌路杲村公交站       | ⇆                      | 紫荆山花园路           | 夜间服务               |

| 文化路农业路 | 文化路农业路           | 文化路农业路           | 文化路农业路           | 文化路农业路           |
| 编号         | 路线                   | 路线                   | 路线                   | 备注                   |
| ------------ | ---------------------- | ---------------------- | ---------------------- | ---------------------- |
| 6            | 东赵公交站             | ⇆                      | 火车站北港湾           |                        |
| 28           | 省体育中心             | ⇆                      | 紫荆山金水路西         |                        |
| 64           | 已于2023年11月4日停办  | 已于2023年11月4日停办  | 已于2023年11月4日停办  | 已于2023年11月4日停办  |
| G83          | 华山路淮河路           | ⇆                      | 经三路农科路           |                        |
| 906          | 佛岗村公交站           | ⇆                      | 郑州海洋馆             |                        |
| 966          | 已于2023年10月27日停办 | 已于2023年10月27日停办 | 已于2023年10月27日停办 | 已于2023年10月27日停办 |
| Y6           | 东赵公交站             | ⇆                      | 火车站北港湾           | 夜间服务               |
| Y27          | 索凌路杲村公交站       | ⇆                      | 紫荆山花园路           | 夜间服务               |

| 文化路站 | 文化路站         | 文化路站 | 文化路站       | 文化路站         |
| 编号     | 路线             | 路线     | 路线           | 备注             |
| -------- | ---------------- | -------- | -------------- | ---------------- |
| B2       | 西三环化工路     | ⇆        | 中州大道站     | 使用无轨电车运营 |
| B11      | 中州大道黑庄     | ⇆        | 环翠路公交站   |                  |
| B18      | 文化路杲村公交站 | ⇆        | 民生东街正光路 |                  |